# Kloster Kerz
Das Kloster Kerz (deutsch Unserer lieben Frau zu den Kerzen, rumänisch Mănăstirea Cârța, lateinisch Sancta Maria de candelis) ist eine ehemalige Zisterzienserabtei in Siebenbürgen, Rumänien. Es war das am weitesten südöstlich (innerhalb Europas, ohne Griechenland und Türkei) gelegene Zisterzienserkloster und lag im Ort Cârța (Kerz) bei Hermannstadt.

## Geschichte
Das Kloster wurde im Jahr 1202 als Tochterkloster des Klosters Egresch gegründet und gehörte damit der Filiation der Primarabtei Pontigny an. Die Abtei Kerz erhielt zunächst vom ungarischen König ein Gebiet am linken Altufer zugeteilt – das sog. terram exemtam de Blaccis und wurde mit mehreren Dörfern im Umkreis belehnt, darunter auch Michelsberg bei Heltau, welches sich seit 1223 im Besitz des Klosters befand. Zudem griff die Abtei aktiv in die Kolonisierung des damals noch menschenleeren Winkels zwischen Schäßburger und Repser Stuhl ein. Auf Betreiben der Abtei wurden die Dörfer Deutschkreuz, Kerz, Klosdorf (rum. Cloașterf) und Meschendorf (rum. Meșendorf) angelegt. Damit beteiligte sich das Kloster direkt an der Kolonisierung des Königsbodens, was ein typisches Verhalten des Ordens war, der sich besonders in noch wenig erschlossenen Gebieten betätigte. Die Siedler für diese Aktivitäten stammten, neben denen aus den deutschen Ländern (siehe Siebenbürger Sachsen) wahrscheinlich zum Teil aus Flandern, einige auch aus Nordostfrankreich.
Eine weitere Schenkung die den Reichtum des Klosters beträchtlich mehrte, waren um 1240 die der Orte Marienburg, Tartlau, Honigberg und Petersberg im Burzenland,  durch König Bela IV. nach Abzug des Deutschen Ordens.
1264 wurden Abtei und Besitzungen vom ungarischen König Stephan unter den Schutz der Stadt Hermannstadt gestellt. Dadurch kamen die Bewohner der abteiangehörigen Ortschaften in den Genuss der Rechte des Goldenen Freibriefs, der sog. Libertas Cibinensis. Die Gebiete der Abtei unterstanden seit dieser Zeit bis in das 19. Jahrhundert dem Hermannstädter Magistrat.
Im Mongolensturm von 1241 wurde das Kloster geplündert, jedoch sind keine Brand- oder anderen Spuren von Zerstörung zu erkennen. Der Bau des bestehenden Ostteils der Kirche ist auf die Zeit nach 1264 zu datieren. Nach dem Einbruch der Türken in Siebenbürgen begann der Niedergang der Abtei. Die Einfälle ab 1421 fügten dem Kloster schweren Schaden zu und beschleunigten auch den moralischen Verfall im Inneren. Dieser hatte unter Abt Raimund von Perenfuß derartige Ausmaße angenommen, dass am 27. Februar 1474 die Abtei nach Konflikten mit den Grundhörigen durch König Matthias Corvinus aufgelöst wurde. Danach kamen die Abtei sowie die Dörfer Kerz und Michelsberg unter Hermannstädter Stuhlsverwaltung. Die anderen Besitzungen gingen an den Burzenländer Distrikt sowie den Repser Stuhl über.

## Bauten und Anlage

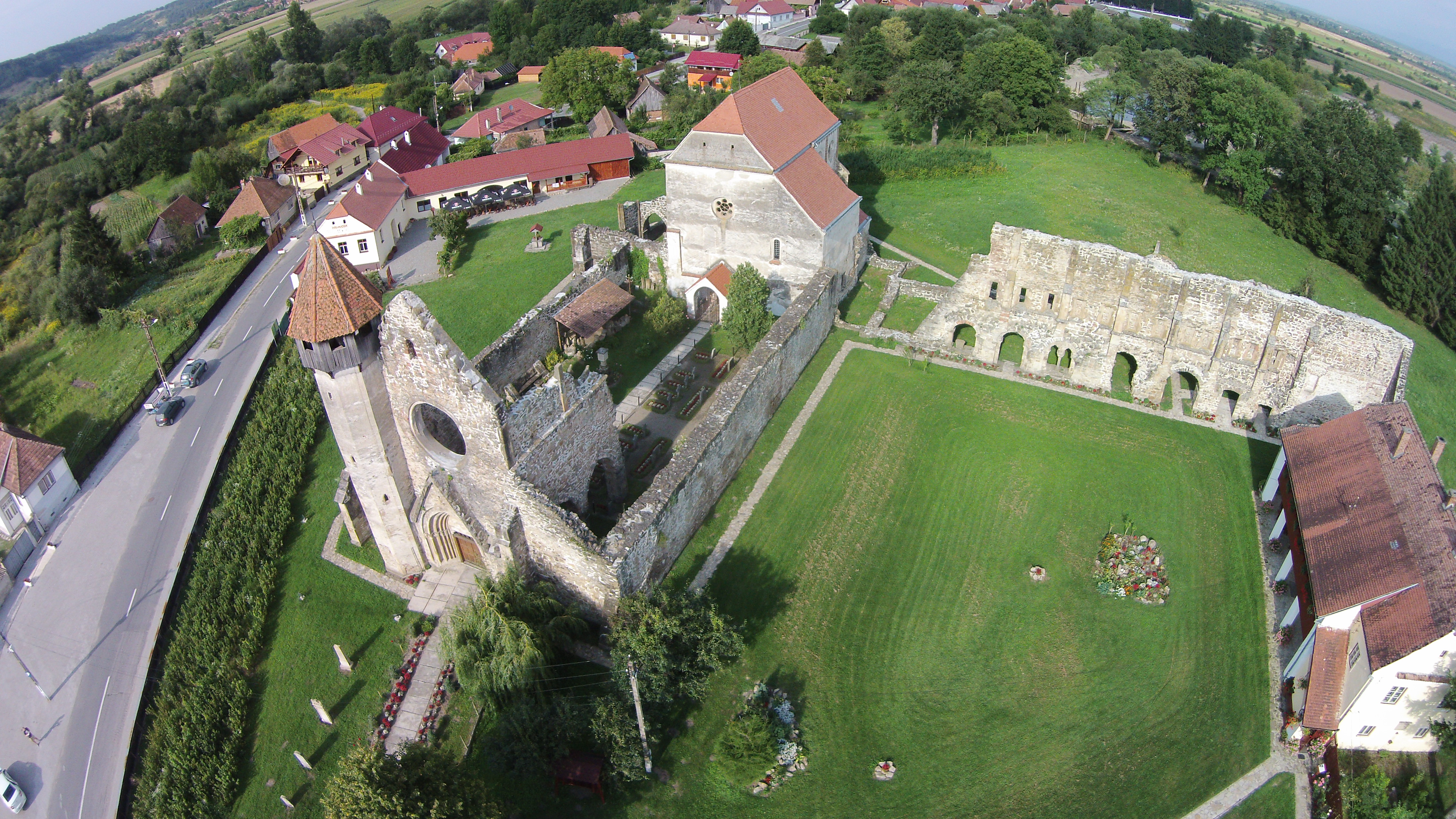
Blick auf die Klosteranlage

Der gotische Steinbau der Kirche wurde bereits vor 1241 begonnen. Die Zisterzienser trugen zur Verbreitung dieses Baustils in Siebenbürgen bei und beeinflussten vor allem die damaligen Kirchenneubauten im Burzenland, an denen sich der plastische Schmuck der Zisterziensergotik ornamental wiederfindet. Beispiele wären St. Bartholomäus in Kronstadt oder die Kirchen von Neustadt, Petersberg und Tartlau, die im Stil der Frühgotik gehalten sind.
Die Kirche ist eine dreischiffige Basilika im gebundenen System mit Querhaus, zweijochigem pentagonalem Chor und beiderseits je zwei rechteckigen Kapellen. Das Langhaus wies vier Doppeljoche auf. Die Klausur lag rechts (südlich) von der Kirche. Erhalten sind Chor, Vierung und eine südliche Seitenkapelle. Langhaus, Fassade und der Ostteil der Klausur sind als Ruinen erhalten.
Heute wird der Chor der alten Klosterkirche von der evangelischen Kirchengemeinde Kerz genutzt. Jede dritte Woche findet hier ein Gottesdienst statt (Stand 2020).